# Élections sénatoriales de 2020 dans le Cantal
Les élections sénatoriales de 2020 dans le Cantal ont lieu le 27 septembre 2020 afin de renouveler la moitié des membres de la chambre haute du Parlement. Elles ont pour but d'élire les deux sénateurs représentant le département au Sénat pour un mandat de six années.

## Contexte départemental
Lors des élections sénatoriales de 2014 dans le Cantal, deux sénateurs ont été élus : Pierre Jarlier et Jacques Mézard.
Le premier a été déclaré démissionnaire d'office au bout d'un an à la suite du rejet de son compte de campagne. Il a été remplacé, à l'issue d'une élection partielle le 6 septembre 2015 par Bernard Delcros. Le second a cédé sa place à sa suppléante Josiane Costes, une première fois, du 17 mai 2017 au 16 octobre 2018, à la suite de sa nomination comme ministre de l'Agriculture et de l'Alimentation, puis ministre de la Cohésion des territoires, puis une deuxième fois, à la suite de sa nomination comme membre du Conseil constitutionnel à partir du 12 mars 2019.
Depuis 2014, tous les effectifs du collège électoral des grands électeurs ont été renouvelés, avec les élections départementales de 2015, les élections régionales de 2015, les élections législatives de 2017 et les élections municipales de 2020.

## Sénateurs sortants
| Sénateur                | Sénateur         | Parti | Autre fonction             |
| ----------------------- | ---------------- | ----- | -------------------------- |
|                         | Josiane Costes * | MR    | Conseillère départementale |
|                         | Bernard Delcros  | DVD   | Conseiller départemental   |
| * ne se représente pas. |                  |       |                            |

## Collège électoral
Le collège électoral des grands électeurs pour les élections sénatoriales dans le Cantal en 2020 est composé de 549 titulaires et 765 suppléants.

## Présentation des candidats et des suppléants
Les nouveaux représentants sont élus pour une législature de 6 ans au suffrage universel indirect par les grands électeurs du département. Dans le Cantal, les sénateurs sont élus au scrutin majoritaire à deux tours. Leur nombre reste inchangé, deux sénateurs sont à élire. Il y aura huit candidats dans le département, chacun avec un suppléant.
| N°  | Candidats | Candidats             | Parti | Principales fonctions                                             |
| --- | --------- | --------------------- | ----- | ----------------------------------------------------------------- |
| T 1 |           | Stéphane Sautarel     | LR    | Conseiller municipal d'Aurillac                                   |
| s 1 |           | Marie-Hélène Chastre  | DVD   | Conseillère départementale, maire de Drugeac                      |
|     |           |                       |       |                                                                   |
| T 2 |           | Bernard Delcros       | DVD   | Sénateur sortant, conseiller départemental                        |
| s 2 |           | Mireille Leymonie     | DVD   | Conseillère départementale, adjointe au maire de Madic            |
|     |           |                       |       |                                                                   |
| T 3 |           | Laurence Taillade     | PRS   |                                                                   |
| s 3 |           | Thierry Marsilhac     | DVG   | Conseiller municipal d'Allanche                                   |
|     |           |                       |       |                                                                   |
| T 4 |           | Sébastien Prat        | PCF   | Conseiller municipal d'Aurillac                                   |
| s 4 |           | Aurélie Demoulin      | PCF   | Conseillère municipale d'Aurillac                                 |
|     |           |                       |       |                                                                   |
| T 5 |           | Gilles Lacroix        | RN    | Conseiller régional                                               |
| s 5 |           | Sylvie Constant       | RN    |                                                                   |
|     |           |                       |       |                                                                   |
| T 6 |           | Éric Février          | DVD   | Maire de Saint-Mamet-la-Salvetat                                  |
| s 6 |           | Linda Bénard          | DVD   | Maire de Saint-Jacques-des-Blats                                  |
|     |           |                       |       |                                                                   |
| T 7 |           | Michel Teyssedou      | LREM  | Maire de Parlan                                                   |
| s 7 |           | Sophie Bénézit        | DVD   | Conseillère départementale, maire de Saint-Martin-sous-Vigouroux  |
|     |           |                       |       |                                                                   |
| T 8 |           | René Pagis            | PS    | Conseiller municipal d'Aurillac                                   |
| s 8 |           | Christiane Meyroneinc | PS    | Conseillère départementale, conseillère municipale de Saint-Flour |

## Résultats
| Candidats                | Candidats                | Parti                    | Nuance                   | Premier tour | Premier tour | Second tour | Second tour |
| Candidats                | Candidats                | Parti                    | Nuance                   | Voix         | %            | Voix        | %           |
| ------------------------ | ------------------------ | ------------------------ | ------------------------ | ------------ | ------------ | ----------- | ----------- |
|                          | Bernard Delcros          | SE                       | DVD                      | 428          | 79,41        |             |             |
|                          | Stéphane Sautarel        | LR                       | DVD                      | 175          | 32,47        | 229         | 43,05       |
|                          | Michel Teyssedou         | LREM                     | DVC                      | 158          | 29,31        | 213         | 40,04       |
|                          | René Pagis               | PS                       | SOC                      | 102          | 18,92        | 71          | 13,35       |
|                          | Laurence Taillade        | PRS                      | DIV                      | 65           | 12,06        | Retrait     | Retrait     |
|                          | Éric Février             | SE                       | DVD                      | 41           | 7,61         | 18          | 3,38        |
|                          | Sébastien Prat           | PCF                      | COM                      | 37           | 6,86         | Retrait     | Retrait     |
|                          | Gilles Lacroix           | RN                       | RN                       | 3            | 0,56         | 1           | 0,19        |
|                          |                          |                          |                          |              |              |             |             |
| Votes valides            | Votes valides            | Votes valides            | Votes valides            | 539          | 98,90        | 532         | 97,61       |
| Votes blancs             | Votes blancs             | Votes blancs             | Votes blancs             | 4            | 0,73         | 8           | 1,47        |
| Votes nuls               | Votes nuls               | Votes nuls               | Votes nuls               | 2            | 0,37         | 5           | 0,92        |
| Total                    | Total                    | Total                    | Total                    | 545          | 100          | 545         | 100         |
| Abstention               | Abstention               | Abstention               | Abstention               | 4            | 0,73         | 4           | 0,73        |
| Inscrits / participation | Inscrits / participation | Inscrits / participation | Inscrits / participation | 549          | 99,27        | 549         | 99,27       |